# AS Nancy
AS Nancy-Lorraine is een Franse voetbalclub uit Nancy. De club werd opgericht in 1910, als US Frontière. De club speelde lange tijd op een lager niveau in de schaduw van grote buur FC Nancy, dat in de jaren zestig ontbonden werd waardoor deze club groeide. Sinds 1967 speelt de club onder zijn huidige naam. Nancy speelt zijn thuiswedstrijden in het Stade Marcel Picot. De club pendeldde heen en weer tussen de Ligue 1 en de Ligue 2. Echter is de club in 2023 gedegradeerd naar het vierde niveau.

## Geschiedenis

### Op weg naar profclub
Maurice de Vienne richtte in 1910 US Frontière op, hij werd voorzitter in 1921 en bleef dit tot 1956. In 1928 werd de naam AS Lorraine aangenomen. Een jaar later bereikte de club de bekerfinale van de Coupe de Lorraine. De club bereikte de 1/32ste finale van de Beker van Frankrijk van 1935 en verloor daar van RC Strasbourg. Hierna verdween de club een tijd in de anonimiteit nadat stadsrivaal Stade Universitaire Lorrain het profstatuut aannam en zijn naam veranderde in FC Nancy.
In 1964 nam FC Nancy de amateurstatus aan en verdween uit de tweede klasse. Claude Cuny wilde opnieuw een profclub in Nancy. In de krant L'Est Républicain kwam er een oproep waarop veel respons kwam: 18.000 brieven, kaarten en petities werden ontvangen. Een ander initiatief van Cuny was het organiseren van de bekerwedstrijd Besançon-Lille in Nancy. Via benefietinitiatieven werd er 50.000 Franse frank opgehaald en de burgemeester van Nancy had beloofd om voor elke twee frank die binnenkwam hij er één zou bijdoen, waardoor er nog eens 25.000 frank bij kwam. In 1967 nam de club het profstatuut aan.
In het eerste seizoen eindigde de club in de middenmoot en werd het volgende seizoen derde, met wel een duidelijk achterstand op de eerste twee. In het derde seizoen als profclub werd Nancy met één punt achterstand op OGC Nice vicekampioen en promoveerde zo naar de hoogste klasse.
Bij elite eindigde de club twee seizoenen in de middenmoot en in 1972/73 werd zelfs de zesde plaats bereikt. Dit werd echter gevolgd met een degradatie. Na één seizoen kon de club terugkeren en werd meteen zevende. De volgende seizoenen bleef de club het goed doen met een vierde en zesde plaats en zelfs een bekeroverwinning in 1978. Hierdoor mocht de club voor het eerst Europa in en het leek een kort avontuur te worden na een 2-0 nederlaag tegen BK Frem, maar de club kon de situatie rechttrekken met een 4-0-overwinning. In de tweede ronde kegelde Servette Genève de club echter uit het toernooi. In 1979 verhuisde smaakmaker Michel Platini naar AS Saint-Etienne. Tot 1982/83 bleef de club in de betere middenmoot hangen, maar zakte daarna langzaam weg tot een degradatie volgde in 1986/87. De toekomst van de club zou de volgende jaren eruitzien als een liftploeg. Na drie seizoenen in het vagevuur keerde de club terug naar de eerste klasse. Twee seizoenen later degradeerde de club weer en speelde dan vier seizoenen in tweede. Maar werd na één seizoen weer terugverwezen. Nancy werd meteen kampioen en kon weer twee seizoenen in eerste spelen. De volgende jaren bracht de club in de tweede klasse door en in 2003 werd de club slechts vijftiende, daarna herstelde de club zich weer en in 2005 werd Nancy kampioen. Na twee middelmatige seizoenen werd de club vierde in 2007/08, het beste seizoen in de clubgeschiedenis samen met 1976/77. In 2006 had de club al de Coupe de la Ligue gewonnen en mocht zo na 27 jaar opnieuw Europa in. Nancy verbaasde door de Duitse topper Schalke 04 uit te schakelen en zich te plaatsen voor de groepsfase van de UEFA Cup. Daar werd de club tweede achter Blackburn en werd dan in de derde ronde uitgeschakeld door Sjachtar Donetsk. Door de goede notering in 2008 kon de club opnieuw Europees spelen en plaatste zich opnieuw voor de groepsfase waar het goed begon met een 3-0-overwinning op Feyenoord Rotterdam. Daarna liep het mis en uiteindelijk werd de vierde plaats behaald. De volgende seizoenen eindigde de club telkens in de middenmoot tot een nieuwe degradatie volgde in 2012/13. In 2016 promoveerde de club wel weer, maar kon daar het behoud niet verzekeren. In 2022 degradeerde de club verder naar de derde klasse. In 2023 eindigde als 13e, maar doordat de Ligue 1 van 20 naar 18 clubs ging degradeerden er dit jaar zes clubs uit de National. Nancy werd in extremis gered door de financiële problemen bij CS Sedan, dat zevende werd en uit de competitie werd gezet. 

## Erelijst
- Kampioen divisie 2

1975, 1990, 1998, 2005, 2016
- Bekerwinnaar

1978
- Coupe de la Ligue

2006

## Eindklasseringen
- 1968 10e
Division Interrégionale
- 1969 3e
Division Interrégionale
- 1970 2e
Division Interrégionale
- 1971 13e
Division Nationale
- 1972 10e
Division Nationale
- 1973 6e
Division 1
- 1974 18e
Division 1
- 1975 1e
Division 2
- 1976 7e
Division 1
- 1977 4e
Division 1
- 1978 6e
Division 1
- 1979 11e
Division 1
- 1980 11e
Division 1
- 1981 8e
Division 1
- 1982 8e
Division 1
- 1983 7e
Division 1
- 1984 15e
Division 1
- 1985 12e
Division 1
- 1986 18e
Division 1
- 1987 19e
Division 1
- 1988 5e
Division 2
- 1989 5e
Division 2
- 1990 1e
Division 2
- 1991 17e
Division 1
- 1992 20e
Division 1
- 1993 4e
Division 2
- 1994 12e
Division 2
- 1995 7e
Division 2
- 1996 3e
Division 2
- 1997 18e
Division 1
- 1998 1e
Division 2
- 1999 11e
Division 1
- 2000 16e
Division 1
- 2001 5e
Division 2
- 2002 9e
Division 2
- 2003 15e
Ligue 2
- 2004 6e
Ligue 2
- 2005 1e
Ligue 2
- 2006 12e
Ligue 1
- 2007 13e
Ligue 1
- 2008 4e
Ligue 1
- 2009 15e
Ligue 1
- 2010 12e
Ligue 1
- 2011 13e
Ligue 1
- 2012 11e
Ligue 1
- 2013 18e
Ligue 1
- 2014 4e
Ligue 2
- 2015 5e
Ligue 2
- 2016 1e
Ligue 2
- 2017 19e
Ligue 1
- 2018 17e
Ligue 2
- 2019 14e
Ligue 2
- 2020 12e
Ligue 2
- 2021 8e
Ligue 2
- 2022 20e
Ligue 2
- 2023 13e
National
- 2024 6e
National
- 2025 1e
National

- Niveau 1
- Niveau 2
- Niveau 3

## In Europa
# #R = #ronde, Groep = groepsfase, 1/8 = achtste finale, T/U = Thuis/Uit, W = Wedstrijd, PUC = punten UEFA coëfficiënten .
Uitslagen vanuit gezichtspunt AS Nancy
| Seizoen                                                     | Competitie                 | Ronde         | Land                              | Club                   | Totaalscore | 1e W    | 2e W    | PUC |
| ----------------------------------------------------------- | -------------------------- | ------------- | --------------------------------- | ---------------------- | ----------- | ------- | ------- | --- |
| 1962/63                                                     | International Football Cup | Groep B1      | Vlag van Nederland                | AFC Ajax               | 3-5         | 2-3 (T) | 1-2 (U) | 0.0 |
|                                                             |                            | Groep B1      | Vlag van Bondsrepubliek Duitsland | 1. FC Kaiserslautern   | 6-1         | 3-1 (T) | 3-0 (U) | 0.0 |
|                                                             |                            | Groep B1 (3e) | Vlag van Hongarije                | Banyasz Tatabánya      | 1-6         | 1-2 (T) | 0-4 (U) | 0.0 |
| 1978/79                                                     | Europacup II               | 1R            | Vlag van Denemarken               | BK Frem                | 4-2         | 0-2 (U) | 4-0 (T) | 3.0 |
|                                                             |                            | 1/8           | Vlag van Zwitserland              | Servette FC Genève     | 3-4         | 1-2 (U) | 2-2 (T) | 3.0 |
| 2006/07                                                     | UEFA Cup                   | 1R            | Vlag van Duitsland                | FC Schalke 04          | 3-2         | 0-1 (U) | 3-1 (T) | 8.0 |
|                                                             |                            | Groep E       | Vlag van Nederland                | Feyenoord              | 3-0         | 3-0 (T) |         | 8.0 |
|                                                             |                            | Groep E       | Vlag van Polen                    | Wisła Kraków           | 2-1         | 2-1 (T) |         | 8.0 |
|                                                             |                            | Groep E       | Vlag van Zwitserland              | FC Basel               | 2-2         | 2-2 (U) |         | 8.0 |
|                                                             |                            | Groep E (2e)  | Vlag van Engeland                 | Blackburn Rovers FC    | 0-1         | 0-1 (U) |         | 8.0 |
|                                                             |                            | 3R            | Vlag van Oekraïne                 | Sjachtar Donetsk       | 1-2         | 1-1 (U) | 0-1 (T) | 8.0 |
| 2008/09                                                     | UEFA Cup                   | 1R            | Vlag van Schotland                | Motherwell FC          | 3-0         | 1-0 (T) | 2-0 (U) | 7.0 |
|                                                             |                            | Groep H       | Vlag van Nederland                | Feyenoord              | 3-0         | 3-0 (T) |         | 7.0 |
|                                                             |                            | Groep H       | Vlag van Polen                    | Lech Poznań            | 2-2         | 2-2 (U) |         | 7.0 |
|                                                             |                            | Groep H       | Vlag van Rusland                  | CSKA Moskou            | 3-4         | 3-4 (T) |         | 7.0 |
|                                                             |                            | Groep H (4e)  | Vlag van Spanje                   | Deportivo de La Coruña | 0-1         | 0-1 (U) |         | 7.0 |
| Totaal aantal behaalde punten voor UEFA coëfficiënten: 18.0 |                            |               |                                   |                        |             |         |         |     |

Zie ook
- Deelnemers UEFA-toernooien Frankrijk
- Ranglijst van alle clubs die in de diverse Europa Cups zijn uitgekomen

## Bekende spelers
- Tony Cascarino
- Manuel da Costa
- Robert De Veen
- Samba Diakité
- Marc-Antoine Fortuné
- Mustapha Hadji
- Youssouf Hadji
- Massadio Haïdara
- Cédric Lécluse
- Roger Lemerre
- Bruno Martini
- Roger Piantoni
- Rémi Pillot
- Michel Platini
- Eric Rabesandratana
- Tony Vairelles
- Grégory Wimbée
- Marvelous Nakamba

## Trainer-coaches
| Van        | Tot        | Naam             | D | W | G | V |
| ---------- | ---------- | ---------------- | - | - | - | - |
| 13.10.2013 | 30.06.2015 | Pablo Correa     |   |   |   |   |
| 11.01.2013 | 12.10.2013 | Patrick Gabriel  |   |   |   |   |
| 01.07.2011 | 10.01.2013 | Jean Fernández   |   |   |   |   |
| 11.11.2002 | 30.06.2011 | Pablo Correa     |   |   |   |   |
| 01.07.2002 | 15.11.2002 | Moussa Bezaz     |   |   |   |   |
| 01.07.2000 | 30.06.2003 | Francis Smerecki |   |   |   |   |
| 01.07.1994 | 30.06.2000 | Ladislau Bölöni  |   |   |   |   |
| 01.10.1991 | 30.06.1994 | Olivier Rouyer   |   |   |   |   |
| 01.07.1991 | 30.09.1991 | Marcel Husson    |   |   |   |   |
| 01.07.1990 | 30.06.1991 | Aimé Jacquet     |   |   |   |   |
| 01.07.1984 | 30.06.1987 | Arsène Wenger    |   |   |   |   |
| 01.07.1970 | 30.06.1980 | Antoine Redin    |   |   |   |   |
| 01.07.1967 | 30.06.1970 | René Pleimelding |   |   |   |   |